# Aufidus shillonganus
Aufidus shillonganus är en insektsart som beskrevs av William Lucas Distant 1916. Aufidus shillonganus ingår i släktet Aufidus och familjen spottstritar. Inga underarter finns listade i Catalogue of Life.